# Ecliptopera subnubila
Ecliptopera subnubila là một loài bướm đêm trong họ Geometridae.